# ギヨーム・アモントン

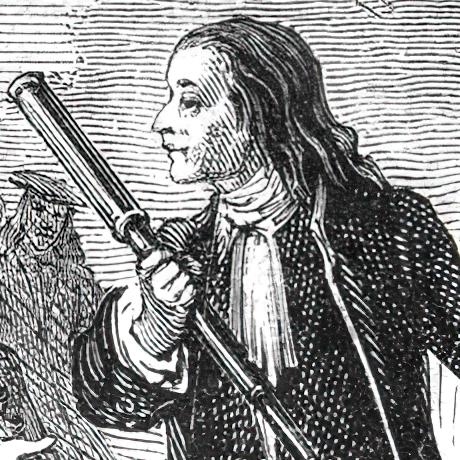
ギヨーム・アモントン

ギヨーム・アモントン（Guillaume Amontons、1663年8月31日 - 1705年10月11日）は、フランスの技術者、物理学者。湿度計、気圧計、温度計などを製作した。気体の体積が温度によって変化するのを利用した温度計を製作したが、まだ温度目盛が確立されていない時代であったため、シャルルの法則（1787年）のような定量的な発見にはいたらなかった。

## 経歴
パリ生まれ。父親は弁護士であった。子供の頃に聴覚を失っている。大学には行かなかったが、天文力学、物理学、数学、絵画、建築などを学んだ。
また、彼の発表した摩擦力に関する法則はアモントンの法則と呼ばれる。